# Weissius capaciductus
Weissius capaciductus is een platworm (Platyhelminthes). De worm is tweeslachtig. De soort leeft in of nabij zoet water.
Het geslacht Weissius, waarin de platworm wordt geplaatst, wordt tot de familie Dugesiidae gerekend. De wetenschappelijke naam van de soort werd voor het eerst geldig gepubliceerd in 2007 door Sluys.